# Antoniotto Adorno (Doge, 1479)
Antoniotto Adorno (* 1479 in Genua; † 12. September 1528 in Mailand) war der 45. Doge der Republik von Genua. Als Gegner von Giano II di Fregoso, Doge 1512–1513, paktierte er in den italienischen Kriegen mit König Ludwig XII. von Frankreich und wurde von diesem 1513 zum Governatore (Statthalter) Genuas ernannt. Nach der Niederlage der Franzosen in der Schlacht bei Novara im selben Jahr musste sich Antoniotto Adorno nach Mailand zurückziehen und verlor die Unterstützung der Franzosen. Im gleichen Jahr wurde Ottaviano di Campofregoso (1470–1524), ein Cousin von Giano II, zum Dogen von Genua gewählt. Dieser musste allerdings 1515 die Vorherrschaft Frankreichs anerkennen. Gleichzeitig wechselte Antoniotto Adorno die Seiten und schloss eine Allianz mit Karl I. von Spanien. Nach der Niederlage der Franzosen in der Schlacht bei Bicocca wurde er 1522 zum Dogen gewählt. Im August 1527 besetzten französische Truppen Genua und zwangen Antoniotto Adorno zur Flucht. Er verstarb am 12. September 1528 in Mailand und wurde in der Kirche S. Francesco presso S. Ambrogio beigesetzt.

## Biographie und Bedeutung

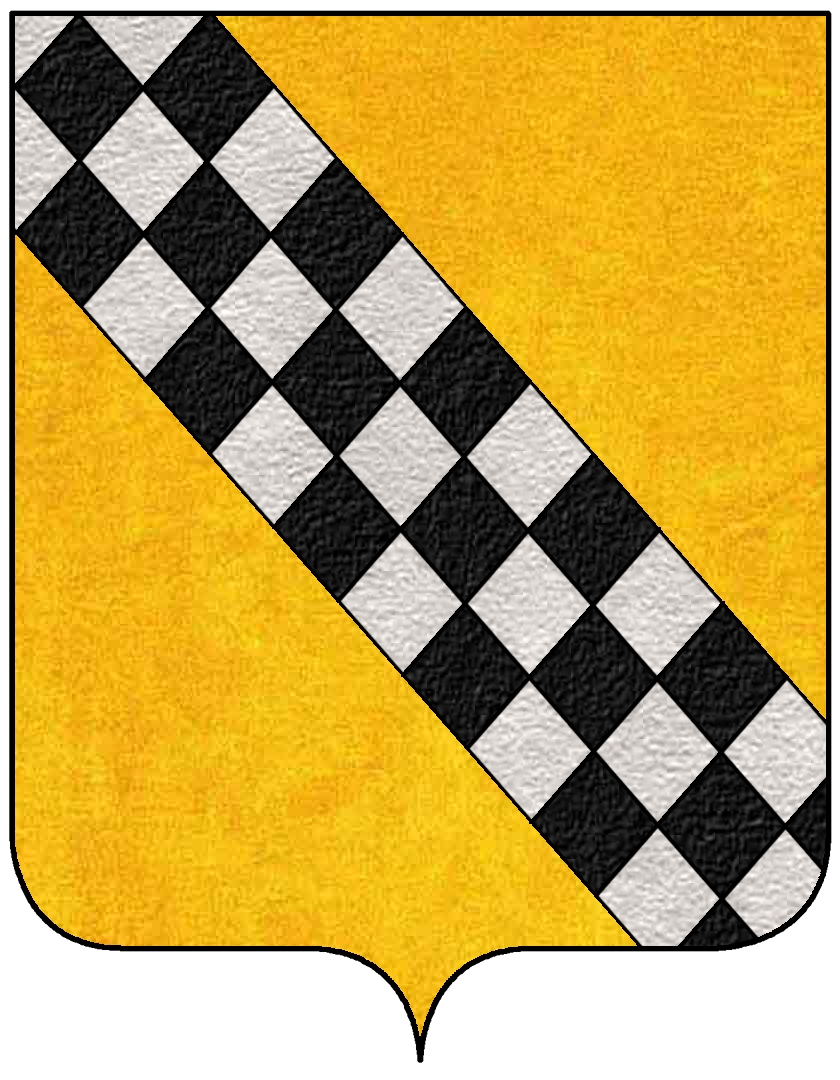
Wappen der Familie Adorno

Antoniotto Adorno war patrizischer Herkunft und ein bedeutender Feudalherr in Ligurien, im Piemont und in Kalabrien, u. a. als Conte di Rende e San Fili und als Baron von Montalto und Guardia degli Oltremontani. Er war verheiratet mit Anna Pico della Mirandola, Tochter des Gelehrten Giovanni Francesco Pico della Mirandola. Aus dieser Verbindung ging als einzige Erbin eine Tochter hervor: Maddalena Adorno, die sich mit Barnaba Adorno di Carlo, einem entfernten Verwandten, verheiratete.
Mit Antoniotto Adorno endete die politische Macht der Familie, die in Genua seit Mitte des 14. Jahrhunderts eine führende Rolle gespielt hatte und sieben Dogen und einen Statthalter (für die Sforza) stellte. Antonietto war auch für die dauerhafte Vertreibung der Fregoso (auch: Campofregoso) aus Genua verantwortlich, deren Familienangehörige insgesamt 13 mal das Dogenamt innehatten.
Antoniotto Adorno war der letzte auf Lebenszeit gewählte Doge von Genua. In seinem Todesjahr wurde unter Führung von Andrea Doria eine neue Regierungsform eingeführt: die aristokratische Republik Genua.